# Ningisjzida

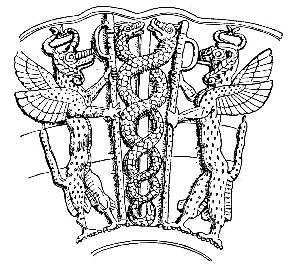
De Soemerische god Ningisjzida vergezeld van twee griffioenen. Het oudst bekende beeld van slangen die rond een scepter kronkelen, daterend van voor 2000 v.Chr.

Ningisjzida (Sumerisch: dnin-ǧiš-zi-da of dnin-ǧiš-zid-da; Engels: Ningishzi(d)da) was in de Mesopotamische mythologie een godheid van de onderwereld. Het is de patroon van de geneeskunde, en kan ook beschouwd worden als de god van de natuur, omdat de naam in het Sumerisch betekent: "Heerser over de Goede Boom".
Ningisjzida komt voor in de Soemerische mythologie in de mythe van Adapa, een van de twee wachters van het hemels paleis van Anu naast Dumuzi. Deze godheid werd soms afgebeeld als een slang met een mensenhoofd.
Ningisjzida is het oudste bekende slangensymbool die zich rond een scepter draaien (sommigen zeggen in copulatie). Het gaat in tijd meer dan tweeduizend jaar vooraf aan de Caduceus van Hermes, of aan de scepter van Asclepius en de 'staf van Mozes'.
In het Louvre wordt een beroemde groene vaas uit steatiet bewaard die gedateerd wordt tussen de 22e en de 21e eeuw v.Chr.; gemaakt voor koning Gudea van Lagaš, en waarvan de inscriptie luidt: "Aan de god Ningisjzida, zijn god, Gudea, patesi van Lagasj, voor de verlenging van zijn leven, heeft dit toegewezen".
Ningisjzida was de zoon van Ninazu en wordt geassocieerd met Geštinana. Zijn echtgenote is ofwel Ninazimua of Dazimua. Het was een van de voorouders van Gilgamesj. Zijn symbolisch dier is een soort gehoornde slangendraak. Hij wordt verder met de sterrenbeeld Hydra geassocieerd.